# Міжнародна конвенція про пільги при ввезенні комерційних зразків та рекламних матеріалів
Міжнаро́дна конве́нція про пі́льги при ввезенні комерці́йних зразкі́в та рекла́мних матеріа́лів — юридично обов'язкова для держав-учасниць міжнародна угода, яка зобов'язує забезпечити ввезення семплів та рекламних матеріалів (рекламні каталоги, прайс-листи, брошури, комерційні оголошення тощо) на основі магазинів безмитної торгівлі.